# Càrdia

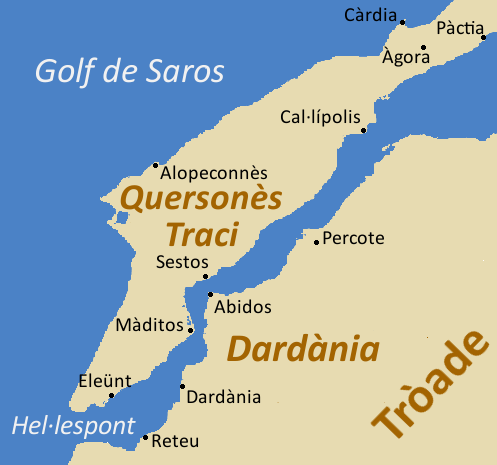
Càrdia, situada al nord del Quersonès Traci (avui Península de Gal·lípoli)

Càrdia (grec antic: Καρδία, Kardía, llatí: Cardia) era una de les principals ciutats gregues del Quersonès traci, al golf de Melas. Originàriament era una colònia de Milet i de Clazòmenes i més tard, a l'època de Milcíades el Jove (al voltant de l'any 550 aC - 489 aC), va rebre colons atenesos, segons Heròdot i els Iambes al Rei Nicomedes.
Segons Pausànias, Lisímac de Tràcia va destruir la ciutat abans del 300 aC i encara que es va reconstruir ja no va recuperar la seva importància, perquè Lisimàquia, que es va fundar a la vora, es va poblar amb habitants de Càrdia.
La ciutat havia patit una crisi l'any 343 aC quan Diòpites d'Atenes, al capdavant d'un cos de colons atenesos (κληροῦχοι, clerucs) va disputar els límits de la seva colònia amb els habitants de Càrdia, que tenien el suport macedoni; els atenesos van demanar un arbitratge però Càrdia ho va rebutjar. Filip II de Macedònia va enviar tropes que van assolar el districte marítim de Tràcia i el van posar sota domini macedoni mentre Filip anava a l'interior del país per lluitar contra els reis Teres II i Cersobleptes I.
A Càrdia van néixer Èumenes un dels diàdocs d'Alexandre, i l'historiador Jerònim.